# Goswin de Stassart

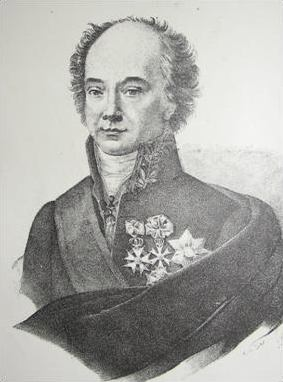
Goswin de Stassart.

Goswin Joseph Augustin, baron de Stassart, född den 2 september 1780 i Mechelen, död den 16 oktober 1854 i Bryssel, var en belgisk politiker.
Stassart var under första franska kejsardömet 1805–1814 intendent i hären och senare prefekt. Han slöt sig också 1815 till Napoleon I, men bosatte sig därefter i Namur och valdes 1821 till den nederländska andra kammaren, där han hörde till oppositionen. 
Han slöt sig 1830 till det belgiska upproret, blev medlem av nationalkongressen (där han röstade för anslutning till Frankrike) och guvernör i Namur. 1831–1847 var han medlem av senaten (dess talman 1831–1838.
1834–1839 var han samtidigt guvernör i Brabant, men fick avsked, då han kom i strid med prästerskapet och inte ville lämna sin post som frimurarnas stormästare. 
Han var också franskspråkig författare; särskilt hans idyller och fabler (200) vann bifall (utkom 1818–1847 i 7 upplagor) och översattes till flera språk.